# Lucien Chenard
Pour les articles homonymes, voir Chenard.
Lucien Chenard, est administrateur-délégué et directeur technique du constructeur automobile Chenard et Walcker de 1922 à 1940.

## Biographie
Lucien est le deuxième fils d'Ernest Chernard, fondateur de l'entreprise. Lorsque son père décède en 1922, Lucien Chenard prend sa succession
. Lucien Chenard est tout juste diplômé ingénieur IDN (École centrale de Lille) lorsqu'il devient administrateur-délégué.
La société prend son essor et devient le quatrième constructeur automobile français en volume. Il organise une alliance de constructeurs automobiles, puis coopère avec Chausson et Peugeot.  

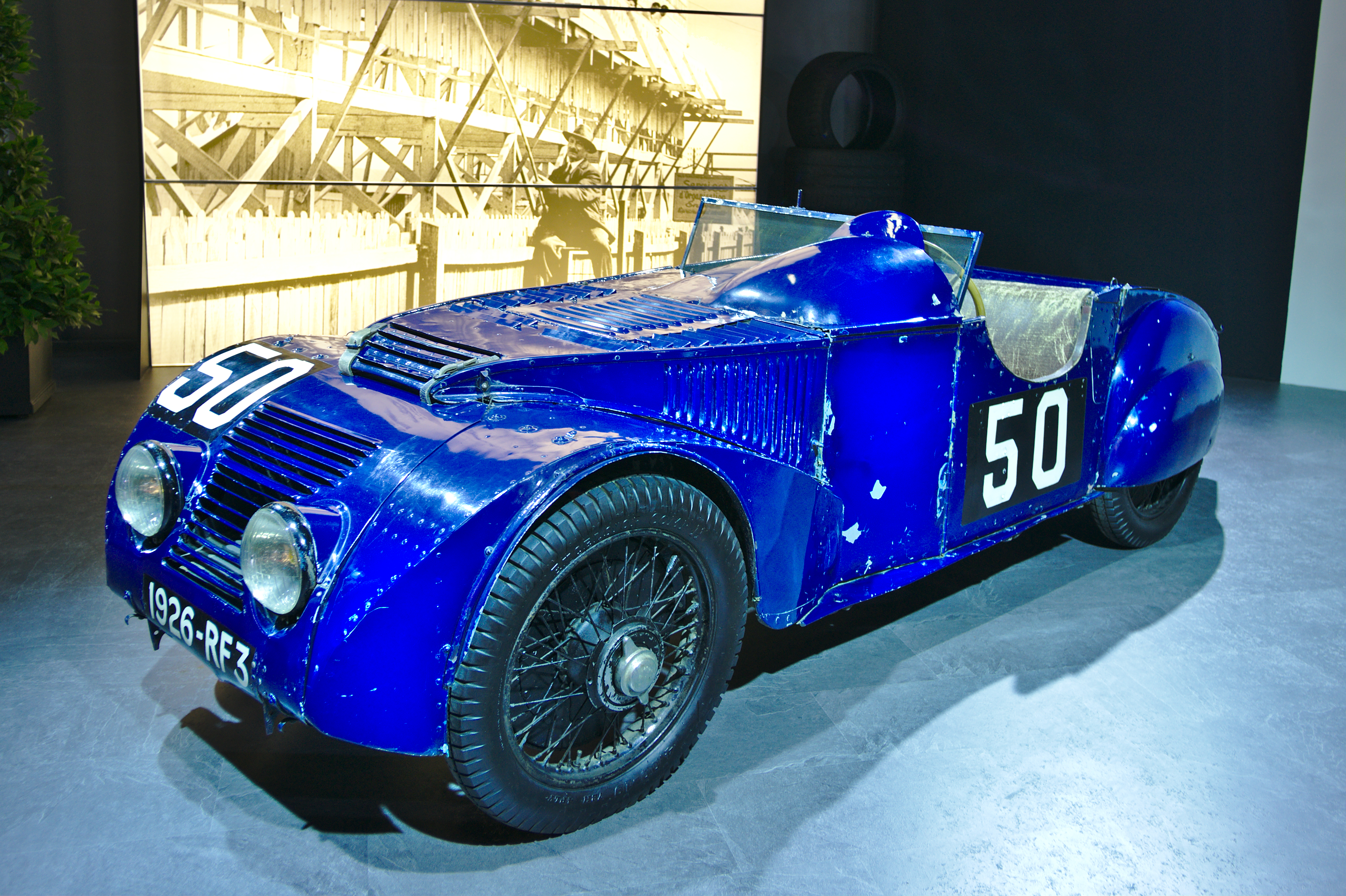
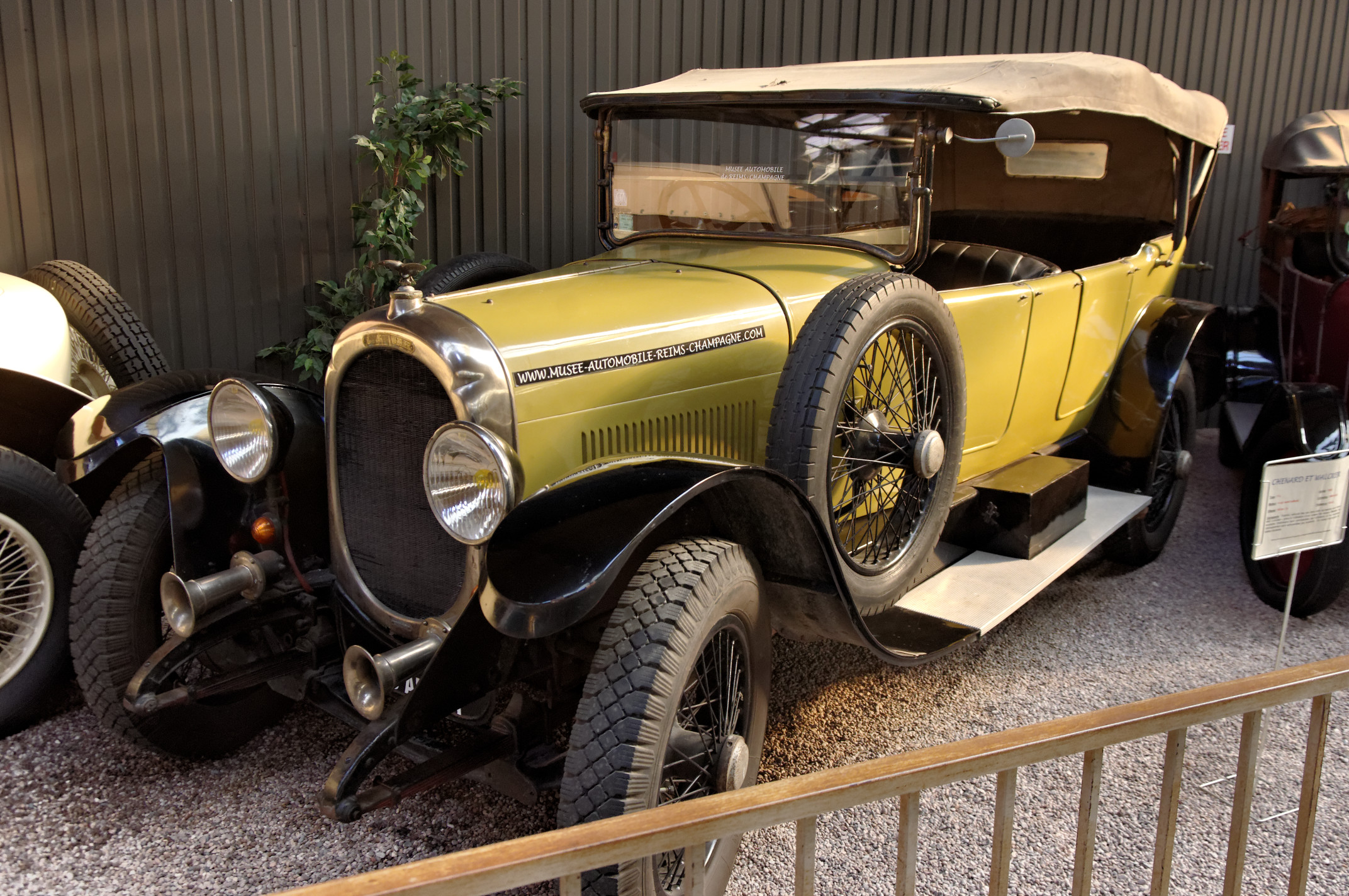
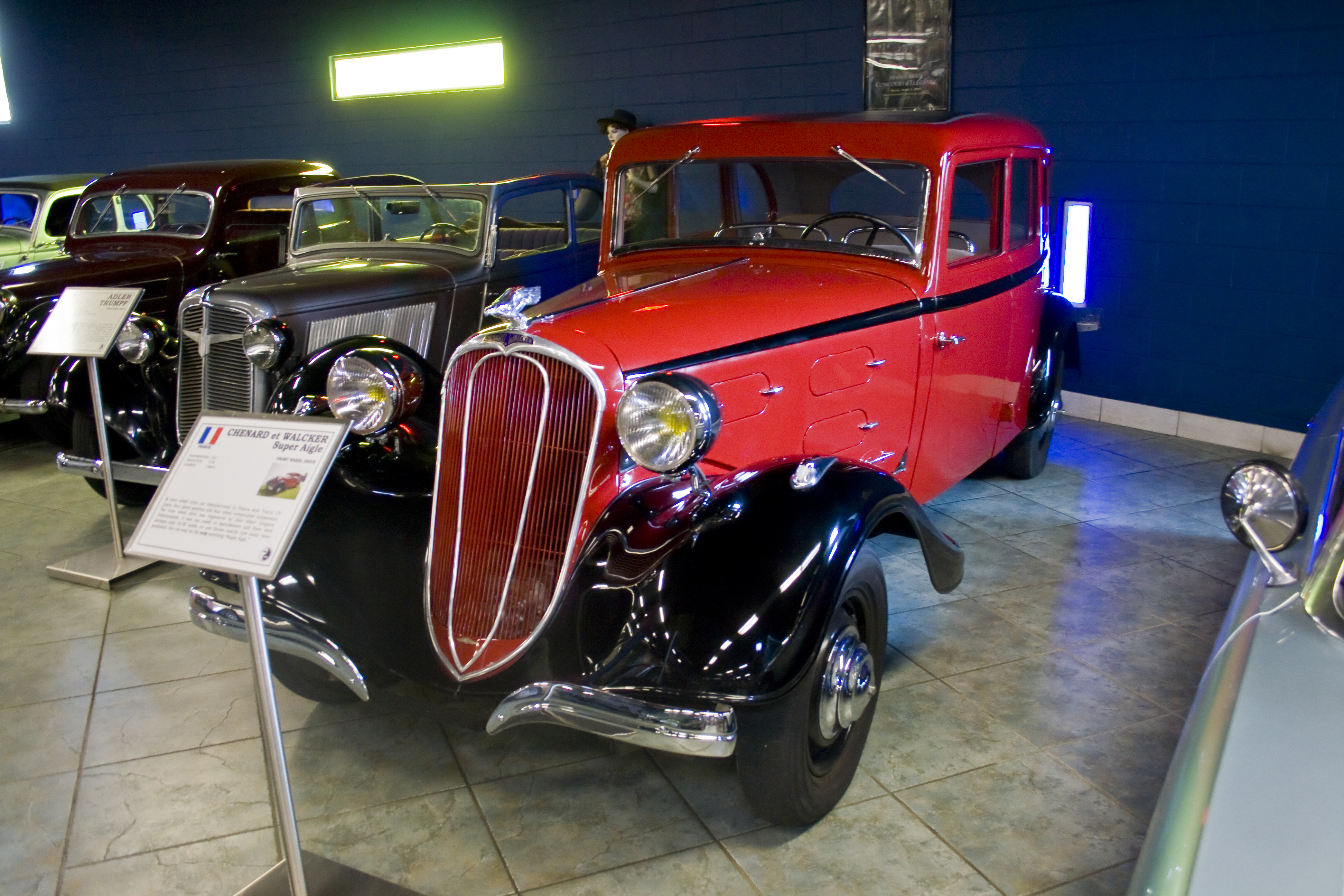
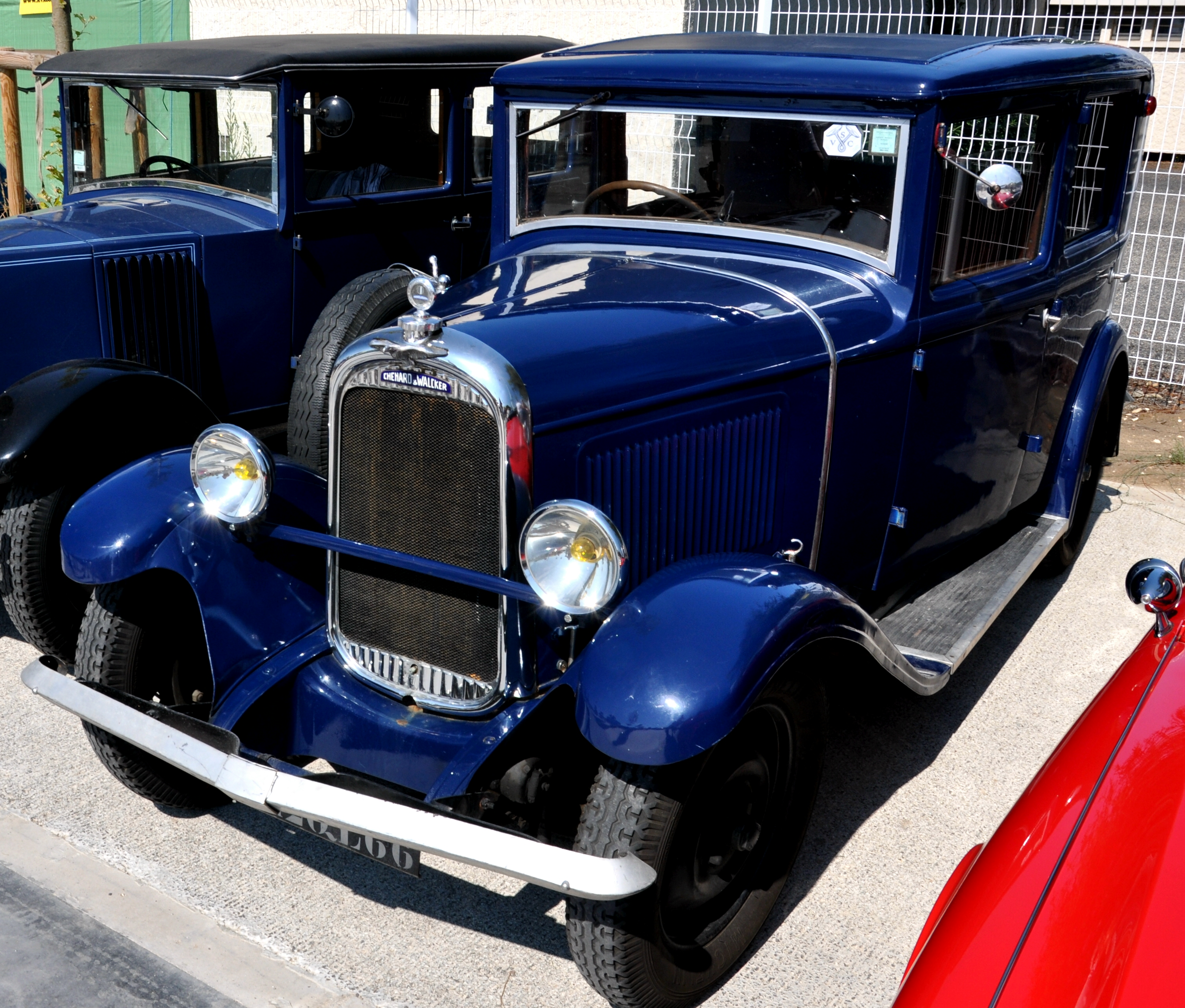
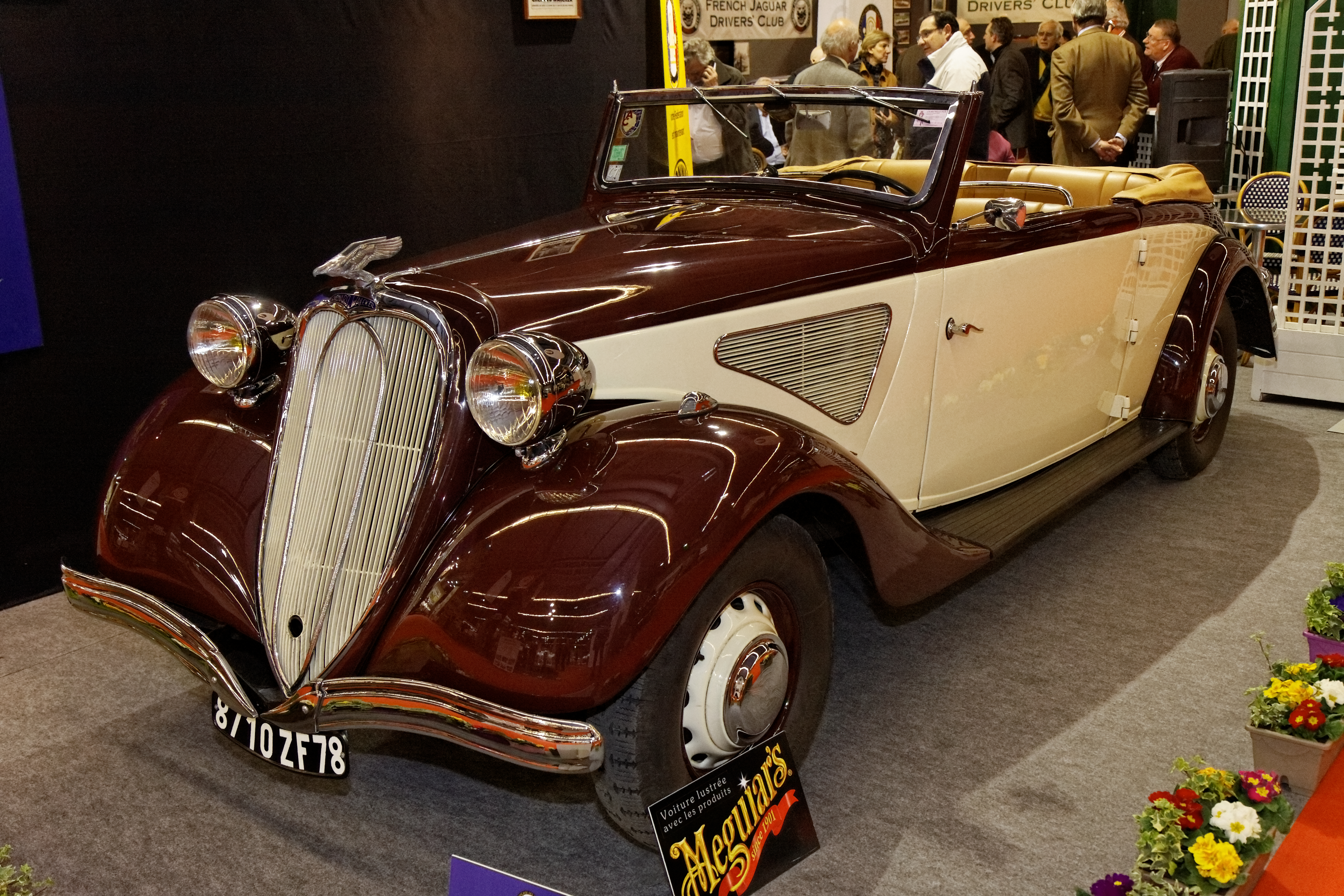
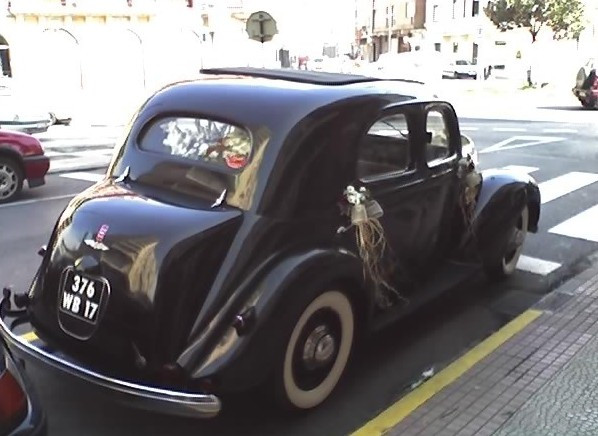